# The Dark Eye: Book of Heroes
The Dark Eye: Book of Heroes — це рольова відеогра, розроблена фінською студією Random Potion і видана Wild River Games для Microsoft Windows. Події розгортаються у світі «The Dark Eye» Уліссеса Шпіле. Гра була випущена 9 червня 2020 року та отримала в основному середні та негативні відгуки, хоча було зауважено, що вона досить точно репрезентує досвід настільної рольової гри The Dark Eye. 